# Dwayne Thomas
Dwayne Virgil Thomas (Salisbury, 22 aprile 1984) è un calciatore americo-verginiano, di ruolo centrocampista.

## Carriera

### Club
Dal 2006 al 2008 ha giocato con l'Helenites, quindi nel 2008 si è trasferito agli Skills.

### Nazionale
Ha giocato svariate partite in Nazionale tra il 2004 e il 2011.